# Никола Габровски (офицер)
 Тази статия е за военния деец.  За политика вижте Никола Габровски (политик).  
Никола Сотиров Габровски е български военен деец, полковник.

## Биография
Габровски е роден в българо-влашката паланка Крушево (днес в Северна Македония) в 1871 година. Завършва гимназия в София, а след това и Военното училище. Участва в трите войни за национално обединение – Балканската (1912 – 1913), Междусъюзническата (1913) и Първата световна (1915 – 1918). За отличия и заслуги през Първата световна война е награден с орден „За заслуга“. След 1924 година е многократно избиран за член на Националния комитет на Съюза на македонските братства в България.
През 1926 година е избран за председател на Крушевското македонско благотворително братство.